# Blindtjärnen, Hälsingland
Blindtjärnen är en sjö i Hudiksvalls kommun i Hälsingland och ingår i Ljusnans huvudavrinningsområde.